# Design Academy Eindhoven

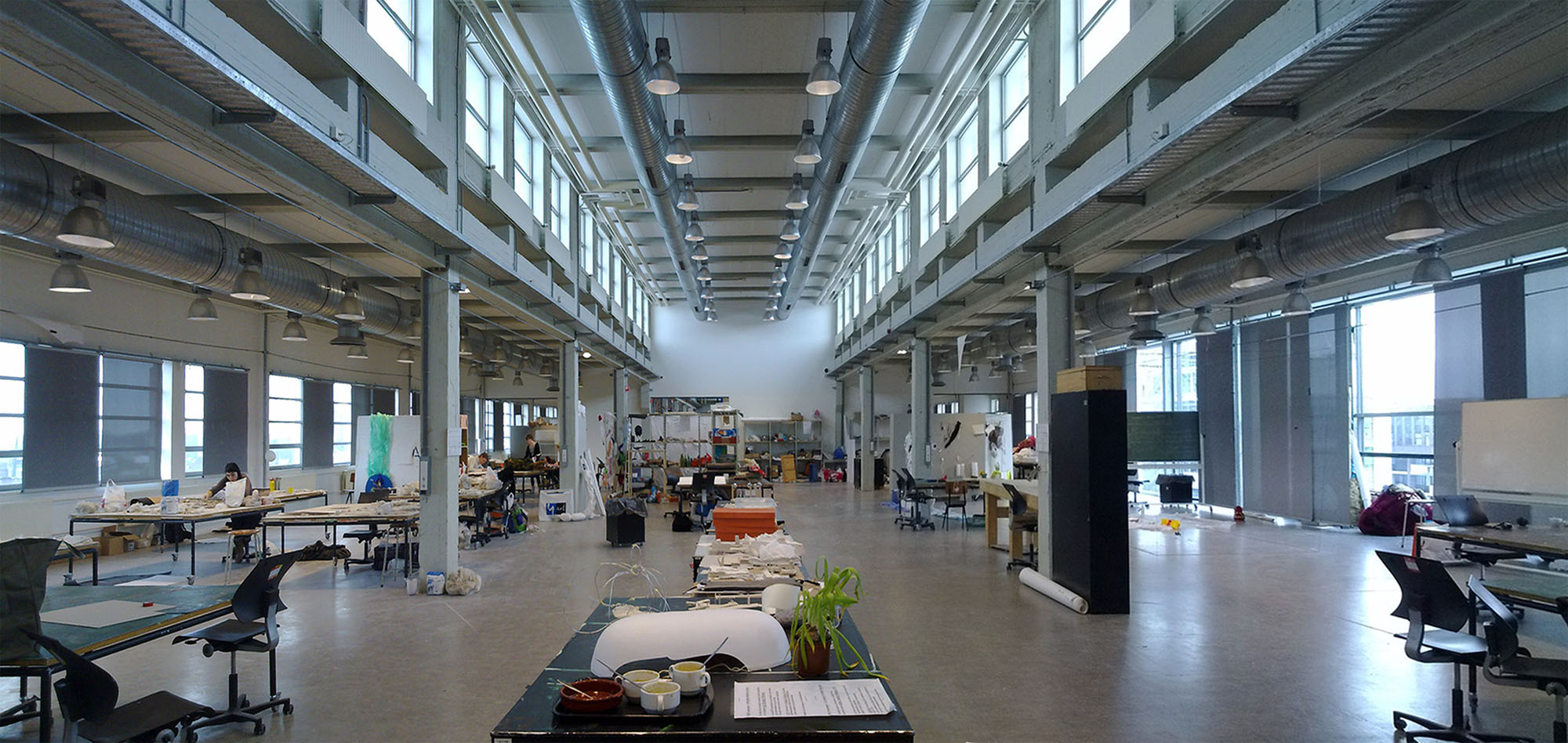
Design Academy Eindhoven in De Witte Dame, 2010

Die Design Academy Eindhoven ist eine interdisziplinäre Bildungseinrichtung für Kunst, Architektur und Design mit Sitz in Eindhoven, Niederlande. Die Arbeit ihrer Dozenten und Alumni hat ihr internationale Anerkennung eingebracht, so dass sie oft als „beste Designschule der Welt“ bezeichnet wird.

## Geschichte
Sie wurde 1947 unter dem Namen „Academy for Industrial Design Eindhoven (AIVE – Akademie Industriële Vormgeving Eindhoven)“ gegründet. 1997 zog die Akademie in das Fabrikgebäude „De Witte Dame“, einem Bau aus der Zeit der Neuen Sachlichkeit, um und bekam den heutigen Namen.
Im Jahr 2005 setzte das britische Designmagazin ICON die Design Academy Eindhoven auf seiner Liste der damals weltweit einflussreichsten Personen, Produkte und Institutionen im Bereich Design auf Platz fünf, der einzige andere niederländische Eintrag lag auf Platz zehn.
Von 1999 bis 2009 war Lidewij Edelkoort Präsidentin der Design Academy Eindhoven. Seit 2009 ist Anne Mieke Eggenkamp die Präsidentin und seit 2011 bildet sie zusammen mit Igor van Hooff die Leitung der Academy.

## Renommee
Der Fokus der Design Academy Eindhoven auf die Auseinandersetzung mit zeitgenössischen sozialen und kulturellen Themen hat einen internationalen Ruf erlangt. Bekannte niederländische Kollektive wie Droog Design, das aus mehreren DAE-Alumni besteht, Studentenausstellungen und Veranstaltungen, die von Orange Alert organisiert werden, sowie die Nominierungen mehrerer Alumni für den Preis „Designer of the Year“ des Design Museums London trugen dazu bei.
Das 2008 bei FRAME Publishing (Amsterdam) erschienene Buch House of Concepts: Design Academy Eindhoven erzählt die 60-jährige Geschichte der Akademie und beleuchtet die Bedeutung der mit der DAE verbundenen niederländischen Künstler, Architekten und Designer.

## Organisation
Die Design Academy Eindhoven gilt als eine renommierte Ausbildungsstätte für Design. Die Bachelor- und Masterabschlüsse werden in Trimestern absolviert; angeboten wird auch ein postgradualer Masterabschluss. Unterrichtssprache ist Niederländisch sowie Englisch.

## Fakultäten
- Man and Living, Louise Schouwenberg, Jurgen Bey
- Man and Communication, Anthon Beeke
- Man and Well-being, Ilse Crawford
- Man and Leisure, Irene Droogleever Fortuyn
- Man and Mobility, Axel Enthoven
- Man and Identity, Ulf Moritz
- Man and Activity, Oscar Peña
- Man and Public Space, Marijke van der Wijst
- Sustainable Design, Ursula Tischner
- MA Information Design, Joost Grootens

## Bekannte Absolventen
- Sabine Marcelis, Designerin
- Maarten Baas, Designer
- Helen Berman, Malerin
- Jurgen Bey, Designer
- Tord Boontje, Designer
- Jacco Bregonje, Designer
- Susan Christianen, Designer
- Els Coppens-van de Rijt, Maler
- Leonne Cuppen, Designerin
- Piet Hein Eek, Designer
- Axel Enthoven, Designer
- Tim Enthoven, Illustrator, bildender Künstler und Comiczeichner
- Ria van Eyk, Textilkünstlerin
- Camiel Fortgens, Modedesigner
- Jan van Gemert, Maler
- René Holten, Designer
- Richard Hutten, Designer
- Hella Jongerius, Designerin
- Joris Laarman, Digital Designer und Künstler
- Guido Lippens, Maler und Grafiker
- Christien Meindertsma, Designerin und Künstlerin
- Francine Oomen, Autorin und Illustratorin
- Jan-Peter van Opheusden, Maler
- Wieki Somers, Designerin
- Ton van de Ven, Creative Director (Efteling)
- Umi Dachlan, Malerin
- Marije Vogelzang, Designerin